# موزه هگمتانه
موزه هگمتانه در سال ۱۳۷۳ شمسی در میدان هفت تیر، در شهر همدان افتتاح شده‌است. این موزه به جز عصر روزهای دوشنبه تمام روزهای هفته باز است. این موزه در شرق تپه هگمتانه و در کنار گودال معروف فرانسوی‌ها قرار دارد. ساختمان موزه که قبلاً مدرسهٔ پرورش نامیده می‌شد، طی تغییرات و تعمیراتی برای ایجاد یم موزهٔ موقت به بهره‌برداری رسیده‌است. اشیای موزه شامل دو بخش اختصاصی و استانی است. در راهرو و تالار سمت راست موزه، اشیای به دست آمده از هگمتانه نگهداری می‌شود.